# GOL TV
GOL TV ist ein TV-Sender aus den USA, der überwiegend Fußballspiele ausstrahlt. Der Sender überträgt die Deutsche Bundesliga, Fußballspiele brasilianischer Mannschaften sowie die Fußballliga aus Uruguay. Das Programm von GOL TV wird in den USA und Kanada auf Englisch und in Südamerika auf Spanisch angeboten. Seit dem 1. August 2010 ist auch eine Version des Senders in HD (1280p×720p) verfügbar.

## TV-Programm
- Deutsche Bundesliga – Gol TV teilt sich mit Fox Sports die spanischen Ausstrahlungsrechte[2]
- Primeira Liga (Portugal) – 2014/15 Primeira Liga (nur Heimspiele von Benfica Lissabon, nicht live).
- English Premier League – (Spiele des FC Everton, nicht live).
- GOAL! Bundesliga Magazin – Eine wöchentliche Serie, die den Lebensstil der Stars aus der deutschen Bundesliga behandelt (donnerstags um 10:30 US Eastern time).

## Empfang
Seit Ende 2012 ist Gol TV auf Verizon FiOS, Cox, und Time Warner verfügbar. Das spanische Sprachpaket ist auf DirecTV und AT & T U-Vers verfügbar. Über den Satelliten Hemi wird GOL TV ausgestrahlt. In Deutschland kann GOL TV nicht empfangen werden.